# Liste der Auszeichnungen von Godsmack

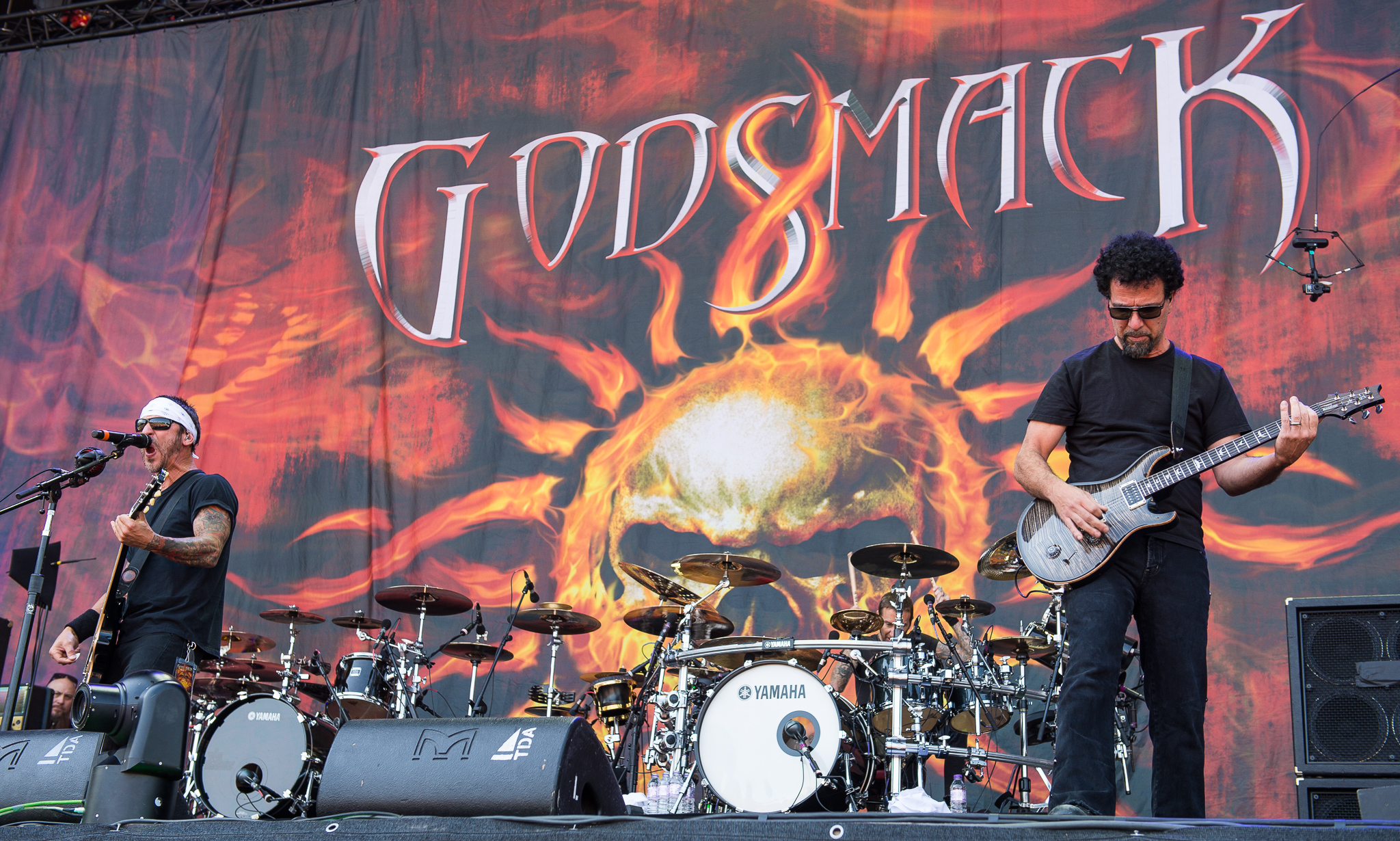
Godsmack live 2015

Die Liste ist eine Übersicht über die Auszeichnungen und Nominierungen der US-amerikanischen Band Godsmack. Gelistet werden sowohl Nominierungen und Auszeichnungen bei Preisverleihungen.

## Auszeichnungen

### Billboard Awards
Die Billboard Music Awards werden seit 1990 vom US-amerikanischen Musikmagazin Billboard vergeben. Godsmack gewannen einen Preis bei drei Nominierungen.
| Jahr | Kategorie               | für      | Resultat  |
| ---- | ----------------------- | -------- | --------- |
| 2001 | Rock Artist of the Year | Godsmack | Gewonnen  |
| 2001 | Rock Single of the Year | Awake    | Nominiert |
| 2006 | Rock Single of the Year | Speak    | Nominiert |

### Boston Music Awards
Die Boston Music Awards werden seit 1987 an Musiker aus Boston und Umgebung verliehen. Godsmack gewannen acht Preise bei zehn Nominierungen.
| Jahr | Kategorie                 | für                    | Resultat  |
| ---- | ------------------------- | ---------------------- | --------- |
| 2000 | Act of the Year           | Godsmack               | Gewonnen  |
| 2000 | Rock Band (Major label)   | Godsmack               | Gewonnen  |
| 2000 | Male Vocalist of the Year | Sully Erna             | Gewonnen  |
| 2000 | Song / Songwriter         | Keep Away (Sully Erna) | Gewonnen  |
| 2001 | Act of the Year           | Godsmack               | Gewonnen  |
| 2001 | Album of the Year         | Awake                  | Gewonnen  |
| 2001 | Rock Band                 | Godsmack               | Gewonnen  |
| 2001 | Male Vocalist of the Year | Sully Erna             | Gewonnen  |
| 2001 | Single of the Year        | Greed                  | Nominiert |
| 2001 | Video of the Year         | Greed                  | Nominiert |

### Grammy Awards
Die Grammy Awards werden seit 1959 von der National Academy of Recording Arts and Sciences vergeben und gelten als der bedeutendste Musikpreis der Welt. Godsmack wurden viermal nominiert, gingen jedoch jedes Mal leer aus.
| Jahr | Kategorie                          | für                  | Resultat  |
| ---- | ---------------------------------- | -------------------- | --------- |
| 2001 | Best Rock Instrumental Performance | Vampires             | Nominiert |
| 2003 | Best Hard Rock Performance         | I Stand Alone        | Nominiert |
| 2003 | Best Rock Song                     | I Stand Alone        | Nominiert |
| 2004 | Best Hard Rock Performance         | Straight Out of Line | Nominiert |

### iHeartRadio Music Awards
Die iHeartRadio Music Awards werden seit 2014 vom US-amerikanischen Radiosender iHeartRadio vergeben. Godsmack erhielten drei Nominierungen.
| Jahr | Kategorie               | für         | Resultat  |
| ---- | ----------------------- | ----------- | --------- |
| 2019 | Rock Artist of the Year | Godsmack    | Nominiert |
| 2019 | Rock Song of the Year   | Bulletproof | Nominiert |
| 2020 | Rock Artist of the Year | Godsmack    | Nominiert |

### Loudwire Music Awards
Die Loudwire Music Awards werden seit 2011 vom Onlinemagazin Loudwire vergeben. Godsmack erhielten sechs Nominierungen, gingen jedoch jedes Mal leer aus.
| Jahr | Kategorie         | für            | Resultat  |
| ---- | ----------------- | -------------- | --------- |
| 2012 | Best Live Act     | Godsmack       | Nominiert |
| 2014 | Best Rock Band    | Godsmack       | Nominiert |
| 2014 | Best Rock Album   | 1000hp         | Nominiert |
| 2014 | Best Vocalist     | Sully Erna     | Nominiert |
| 2014 | Best Drummer      | Shannon Larkin | Nominiert |
| 2014 | Most Devoted Fans | Godsmack       | Nominiert |